# C/1972 U1 Kojima
C/1972 U1 (Kojima) è una cometa non periodica scoperta il 31 ottobre 1972: è la seconda cometa scoperta dall'astrofilo giapponese Nobuhisa Kojima. Ha un'orbita retrograda.